# Rolf Stommelen
Rolf Stommelen (Siegen, Alemania; 11 de julio de 1943-Riverside, Estados Unidos; 24 de abril de 1983) fue un piloto de automovilismo alemán. Participó en 63 Grandes Premios de Fórmula 1 entre 1969 y 1978, llevándose un Podio en el GP de Austria de 1970 y acumulando 14 puntos en los campeonatos. También participó en numerosas carreras no puntuables de Fórmula 1.

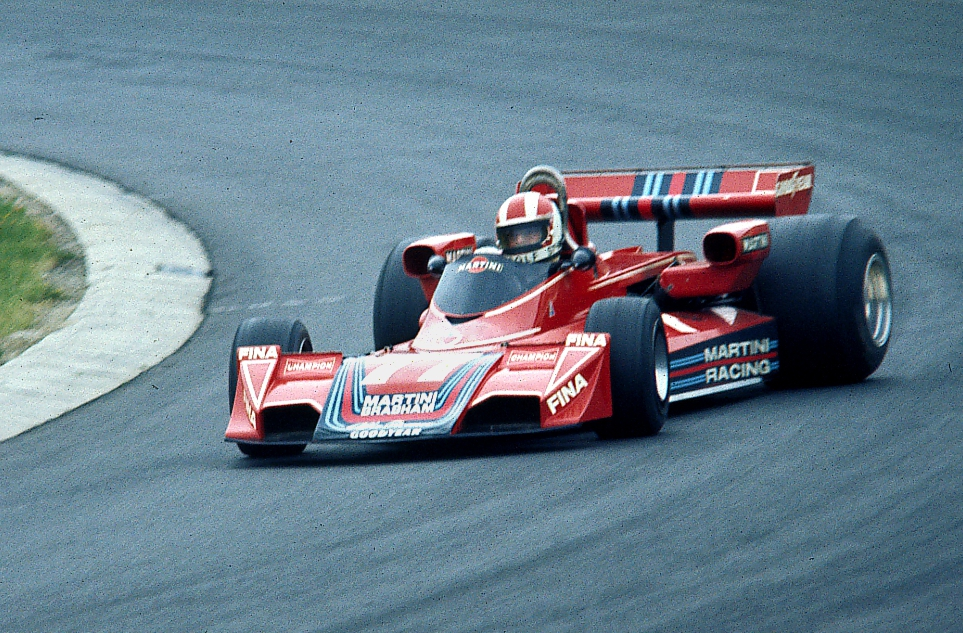
Stommelen manejando un Brabham en el GP de Alemania de 1976.

Stommelen tuvo un accidente durante el Gran Premio de España de 1975 en el Circuito de Montjuïc en Fórmula 1 el 27 de abril. Corría para el equipo Embassy Hill. Stommelen estaba en primera posición, cuando en la vuelta 25 tuvo un accidente grave a causa de la pérdida del alerón posterior, que acabó con la vida de 4 espectadores. Después del accidente la carrera se suspendió y se dio por terminada en la vuelta 29.
Rolf tuvo grandes logros en carreras de resistencia de los años 1960, 1970 y principios de 1980, Stommelen ganó las 24 Horas de Daytona 4 veces (1968, 1978, 1980 y 1982), y la Targa Florio (1967), en un Porsche 910.
Stommelen murió en un accidente durante una carrera del Campeonato IMSA GT en Riverside International Raceway el 24 de abril de 1983. Corría para el equipo de John Fitzpatrick en un Porsche 935. Stommelen había reemplazado a su coequipero Derek Bell y corría en segundo lugar cuando el alerón trasero se rompió a más de 300 km/h, curiosamente una avería muy similar a la que causó el accidente de Barcelona 8 años atrás. El automóvil se volvió incontrolable y se estrelló contra un muro de hormigón, el cual saltó por encima, y se incendió. Stommelen murió por lesiones en la cabeza.

## Resultados

### Fórmula 1
(Clave) (negrita indica pole position) (cursiva indica vuelta rápida)

| Año         | Escudería                         | 1       | 2       | 3       | 4       | 5       | 6       | 7       | 8       | 9       | 10      | 11      | 12       | 13       | 14       | 15     | 16      | Pos. | Puntos |
| ----------- | --------------------------------- | ------- | ------- | ------- | ------- | ------- | ------- | ------- | ------- | ------- | ------- | ------- | -------- | -------- | -------- | ------ | ------- | ---- | ------ |
| 1969        | Roy Winkelmann Racing             | RSA     | ESP     | MON     | NED     | FRA     | GBR     | GER 8F2 | ITA     | CAN     | USA     | MEX     |          |          |          |        |         | NC   | 0      |
| 1970        | Auto Motor und Sport              | RSA Ret | ESP Ret | MON DNQ | BEL 5   | NED DNQ | FRA 7   | GBR DNS | GER 5   | AUT 3   | ITA 5   | CAN Ret | USA 12   | MEX Ret  |          |        |         | 11º  | 10     |
| 1971        | Auto Motor und Sport Team Surtees | RSA 12  | ESP Ret | MON 6   | NED DSQ | FRA 11  | GBR 5   | GER 10  | AUT 7   | ITA DNS | CAN Ret | USA     |          |          |          |        |         | 20º  | 3      |
| 1972        | Team Eifelland Caravans           | ARG     | RSA 13  | ESP Ret | MON 10  | BEL 11  | FRA 16  | GBR 10  | GER Ret | AUT 15  | ITA     | CAN     | USA      |          |          |        |         | NC   | 0      |
| 1973        | Ceramica Pagnossin Team MRD       | ARG     | BRA     | RSA     | ESP     | BEL     | MON     | SWE     | FRA     | GBR     | NED     | GER 11  | AUT Ret  | ITA 12   | CAN 12   | USA    |         | NC   | 0      |
| 1974        | Embassy Racing with Graham Hill   | ARG     | BRA     | RSA     | ESP     | BEL     | MON     | SWE     | NED     | FRA     | GBR     | GER     | AUT Ret  | ITA Ret  | CAN 11   | USA 12 |         | NC   | 0      |
| 1975        | Embassy Racing with Graham Hill   | ARG 13  | BRA 14  | RSA 7   | ESP Ret | MON     | BEL     | SWE     | NED     | FRA     | GBR     | GER     | AUT 16   | ITA Ret  | USA      |        |         | NC   | 0      |
| 1976        | RAM Racing                        | BRA     | RSA     | USW     | ESP     | BEL     | MON     | SWE     | FRA     | GBR     | GER DNP |         |          |          |          |        |         | 20º  | 1      |
| 1976        | Martini Racing                    |         |         |         |         |         |         |         |         |         | GER 6   | AUT     |          | ITA Ret  | CAN      | USA    | JPN     | 20º  | 1      |
| 1976        | Hesketh Racing                    |         |         |         |         |         |         |         |         |         |         |         | NED 12   |          |          |        |         | 20º  | 1      |
| 1978        | Arrows Racing Team                | ARG     | BRA     | RSA 9   | USW 9   | MON Ret | BEL Ret | ESP 14  | SWE 14  | FRA 15  | GBR DNQ | GER DSQ | AUT DNPQ | NED DNPQ | ITA DNPQ | USA 16 | CAN DNQ | NC   | 0      |
| Referencia: |                                   |         |         |         |         |         |         |         |         |         |         |         |          |          |          |        |         |      |        |